# Sigrid Kahle

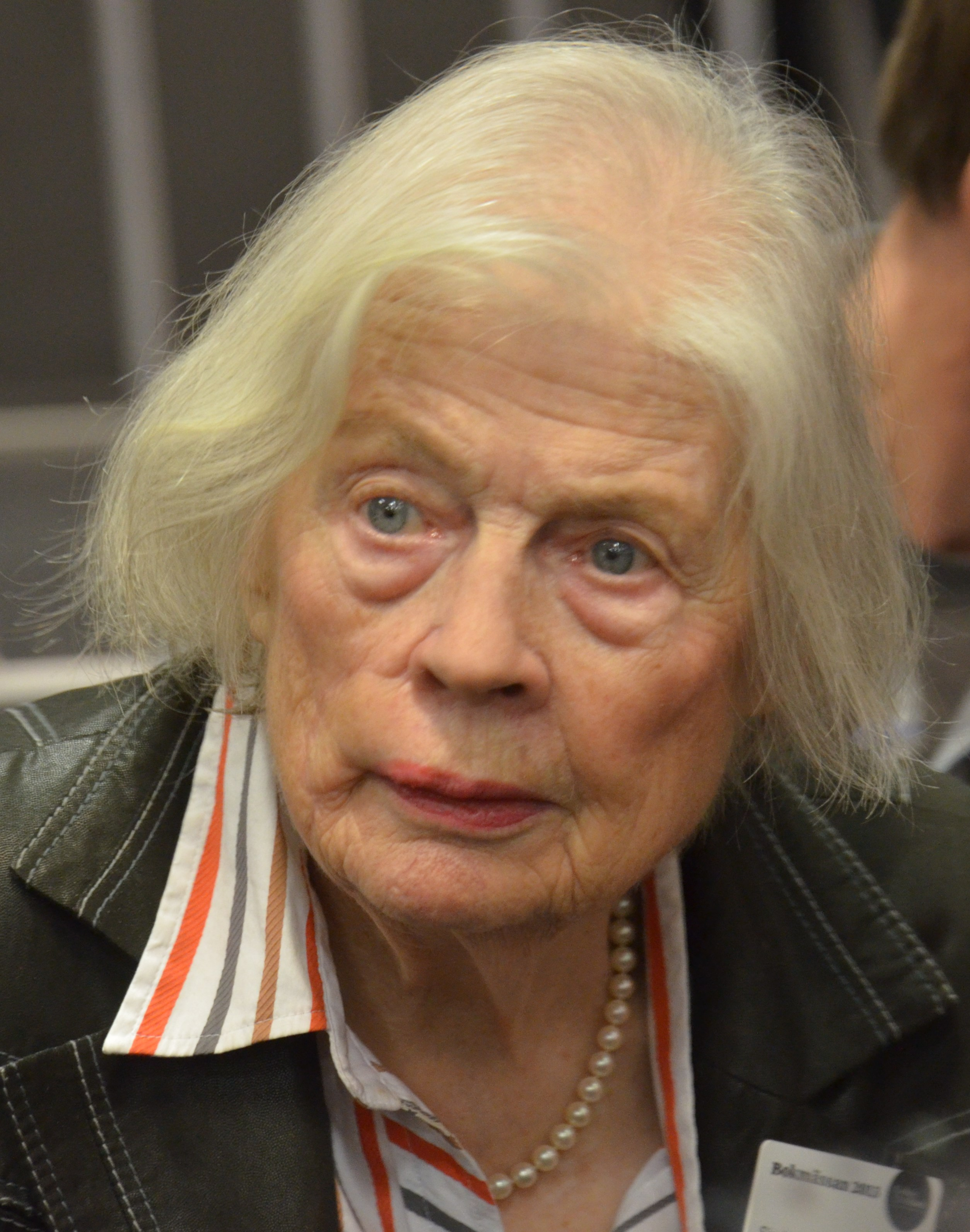
Sigrid Kahle (2013)

Sigrid Ida Matilda Kahle (* 18. September 1928 in Paris als Sigrid Nyberg; † 31. Dezember 2013 Uppsala) war eine schwedische  Journalistin und Autorin.

## Leben
Sigrid Nyberg ist die Tochter des Orientalisten, Religionshistorikers und Sprachwissenschaftlers Henrik Samuel Nyberg. Sie heiratete 1951 den deutschen Diplomaten Hans Hermann (John) Kahle, einen Sohn des Orientalisten Paul Kahle, sie hatten zwei Kinder. Sie  begann ein Studium der Orientalistik in Bonn, das sie in Oxford fortsetzte. Sie stand später im diplomatischen Dienst der Bundesrepublik Deutschland.
Sigrid Kahle gab 2003 den ersten Band Jag valde mitt liv (wörtlich: „Ich wählte mein Leben“) ihrer Autobiografie heraus, 2013 den zweiten Teil Att vilja sitt öde – trots allt (wörtlich: „Sein Schicksal wollen - trotz allem“).
Sigrid Kahle war spezialisiert auf die Welt und Kultur des Islams. 2006 stiftete sie ihre Bibliothek mit Schwerpunkt Islam und Orient der Universität Umeå und 2008 ihre umfangreiche Sammlung von Zeitungsausschnitten der Sigtunastiftung.

## Schriften (Auswahl)
- Twelve German short stories = Makhamalīvarīla vāṭacāla. Selected by Sigrid Kahle. Translation into Marathi R. N. Chapekar. Tuebingen: Venus Publ. House, 1967
- Mattias und Martina : Schweden in Erzählungen der besten zeitgenössischen Autoren. Ausgewählt von Sigrid Kahle. Tübingen: Erdmann, 1968
- H.S. Nyberg, 1991
- Orientalism i Sverige, Vorwort zu Orientalism von Edward W. Said, 1993
- Skrivet av Sigrid Kahle, 1994
- Från Indus till Hindukush, 1994
- Jag valde mitt liv, 2003
- Att vilja sitt öde – trots allt, 2013

## Preise und Auszeichnungen
- 1997 Ehrendoktorwürde der Universität Uppsala
- 2000 Königliche Medaille Litteris et Artibus
- diverse Literaturpreise: 2003 Lundequistska bokhandelns litteraturpris, Lotten-von-Kræmer-Preis und 2006 Stig-Dagerman-Preis